# Вілмар (Арканзас)
Вілмар (англ. Wilmar) — місто (англ. city) в США, в окрузі Дру штату Арканзас. Населення — 395 осіб (2020).

## Географія
Вілмар розташований на висоті 47 метрів над рівнем моря за координатами 33°37′35″ пн. ш. 91°55′44″ зх. д. / 33.62639° пн. ш. 91.92889° зх. д. (33.626492, -91.928983).  За даними Бюро перепису населення США в 2010 році місто мало площу 4,06 км², уся площа — суходіл.

## Демографія
Згідно з переписом 2010 року, у місті мешкало 511 особа в 215 домогосподарствах у складі 132 родин. Густота населення становила 126 осіб/км².  Було 272 помешкання (67/км²). 
Расовий склад населення:
| - 71,2 % — чорних або афроамериканців - 26,2 % — білих - 2,0 % — осіб інших рас |

До двох чи більше рас належало 0,6 %. Іспаномовні складали 2,2 % від усіх жителів.
За віковим діапазоном населення розподілялося таким чином: 23,3 % — особи молодші 18 років, 58,7 % — особи у віці 18—64 років, 18,0 % — особи у віці 65 років та старші. Медіана віку мешканця становила 40,4 року. На 100 осіб жіночої статі у місті припадало 83,2 чоловіків;  на 100 жінок у віці від 18 років та старших — 80,6 чоловіків також старших 18 років.
Середній дохід на одне домашнє господарство  становив 38 714 долари США (медіана — 34 500), а середній дохід на одну сім'ю — 40 646 доларів (медіана — 44 167). За межею бідності перебувало 30,9 % осіб, у тому числі 54,5 % дітей у віці до 18 років та 16,3 % осіб у віці 65 років та старших.
Цивільне працевлаштоване населення становило 137 осіб. Основні галузі зайнятості: освіта, охорона здоров'я та соціальна допомога — 38,7 %, виробництво — 22,6 %, роздрібна торгівля — 11,7 %, публічна адміністрація — 11,7 %.
За даними перепису населення 2000 року у Вілмарі проживала 571 особа, 163 родини, налічувалося 238 домашніх господарств і 273 житлових будинки. Середня густота населення становила близько 139,3 осіб на один квадратний кілометр. Расовий склад Вілмара за даними перепису розподілився таким чином: 27,50% білих, 71,80% — чорних або афроамериканців, 0,18% — вихідців з тихоокеанських островів, 0,53% — представників змішаних рас.
З 238 домашніх господарств в 31,5% — виховували дітей віком до 18 років, 39,5% представляли собою подружні пари, які спільно проживали, в 25,2% сімей жінки проживали без чоловіків, 31,5% не мали сімей. 29,0% від загального числа сімей на момент перепису жили самостійно, при цьому 12,6% склали самотні літні люди у віці 65 років та старше. Середній розмір домашнього господарства склав 2,40 особи, а середній розмір родини — 2,93 особи.
Населення міста за віковим діапазоном за даними перепису 2000 року розподілилося таким чином: 27,1% — жителі молодше 18 років, 9,1% — між 18 і 24 роками, 25,4% — від 25 до 44 років, 21,7% — від 45 до 64 років і 16,6% — у віці 65 років та старше. Середній вік мешканця склав 37 років. на кожні 100 жінок у Вілмарі припадало 89,7 чоловіків, у віці від 18 років та старше — 80,1 чоловіків також старше 18 років.
Середній дохід на одне домашнє господарство в місті склав 16 304 долара США, а середній дохід на одну сім'ю — 23 854 долара. При цьому чоловіки мали середній дохід в 19 643 долара США на рік проти 16 071 доларів середньорічного доходу у жінок. Дохід на душу населення в місті склав 10 810 доларів на рік. 24,8% від усього числа сімей в окрузі і 29,5% від усієї чисельності населення перебувало на момент перепису населення за межею бідності, при цьому 39,4% з них були молодші 18 років і 40,6% — у віці 65 років та старше.